# Wélton
Wélton Araújo Melo (Cambuci, 17 aprile 1975) è un ex calciatore brasiliano, di ruolo attaccante.

## Carriera

### Club
Wélton vestì le maglie di Fluminense, Flamengo e América (RJ), prima di trasferirsi agli statunitensi del New England Revolution. Militò poi nelle file dei Los Angeles Galaxy, del Miami Fusion e dei Pittsburgh Riverhounds.
A settembre 2002, Wélton sostenne un provino di 12 giorni con i norvegesi del Fredrikstad, che gli valse un contratto annuale. La formazione norvegese militava, all'epoca, nella 1. divisjon: il brasiliano esordì in squadra il 13 aprile 2003, sostituendo Lars Petter Hansen nel successo per 2-0 sullo Skeid. Il 6 luglio, realizzò la prima rete in campionato: contribuì infatti alla vittoria per 2-5 sul campo dell'Oslo Øst. La sua miglior prestazione arrivò il 24 agosto, quando fu autore di una doppietta che sancì la vittoria per 1-2 del Fredrikstad sull'Alta, in trasferta. A fine stagione, non fu confermato.
Terminata questa esperienza, tornò a giocare negli Stati Uniti e precisamente nei Seattle Sounders. Terminata la carriera agonistica, rimase a vivere proprio a Seattle.

### Nazionale
Partecipò, con la Nazionale olimpica brasiliana, ai XII Giochi panamericani. Giocò una sola partita nella manifestazione.